# Лихачёвское сельское поселение (Тверская область)
Лихачёвское се́льское поселе́ние — муниципальное образование в составе Краснохолмского района Тверской области.
Центр поселения — деревня Лихачёво.

## География
- Общая площадь: 467 км²
- Нахождение: северная часть Краснохолмского района.
  - Граничит:
    - на севере — с Весьегонским районом, Кесемское СП, Пронинское СП, Чамеровское СП и Романовское СП
    - на северо-востоке — с Ярославской областью, Брейтовский район
    - на юго-востоке — с Глебенским СП
    - на юге — с Барбинским СП
    - на западе — с Молоковским районом, Черкасовское СП и Делединское СП

На территории поселения верховья рек Ламь, Сыроверка, Решетиха и Лойка.

## История
В XVI—XVII вв. территория поселения входила в Бежецкий Верх, где в XVII веке относилась к Антоновскому стану.

С XVIII века территория поселения входила:
- в 1708—1727 гг. в Санкт-Петербургскую (Ингерманляндскую 1708—1710 гг.) губернию, Углицкую провинцию,
- в 1727—1775 гг. в Московскую губернию, Углицкую провинцию,
  - в 1766 г. Бежецкий Верх переименован в Бежецкий уезд,
- в 1775—1796 гг. в Тверское наместничество, Краснохолмский уезд,
- в 1796—1803 гг. в Тверскую губернию, Бежецкий уезд,
- в 1803—1918 гг. в Тверскую губернию, Весьегонский уезд,
- в 1918—1921 гг. в Тверскую губернию, Краснохолмский уезд
- в 1921—1923 гг. в Рыбинскую губернию, Краснохолмский уезд
- в 1923—1924 гг. в Тверскую губернию, Краснохолмский уезд
- в 1924—1929 гг. в Тверскую губернию, Бежецкий уезд
- в 1929—1935 гг. в Московскую область, Краснохолмский район,
- в 1935—1956 гг. в Калининскую область, Краснохолмский и Овинищенский районы,
- в 1956—1990 гг. в Калининскую область, Краснохолмский район,
- с 1990 в Тверскую область, Краснохолмский район.

В XIX — начале XX века деревни поселения относились к Делединской, Хабоцкой и Мартыновской волостям Весьегонского уезда Тверской губернии.
В 1940 году на территории поселения существовали Захаринский, Лихачёвский, Лоховский, Ульянинский и Хабоцкий сельсоветы Краснохолмского района; Братковский, Васильковский, Мартыновский, Михалёвский, Перховский и Тучевский сельсоветы Овинищенского района Калининской области.
Лихачёвское сельское поселение было образовано первоначально в январе 2006 года и включило в себя территорию Хабоцкого и часть Братсковского сельских округов.
Законом Тверской области от 21 марта 2013 года были объединены Лихачёвское, Мартыновское и Ульянинское сельские поселения и создано вновь образованное муниципальное образование Лихачёвское сельское поселение Краснохолмского района Тверской области.

## Население
| 2010  | 2011  | 2012  | 2013  | 2014  | 2015  | 2016  |
| ----- | ----- | ----- | ----- | ----- | ----- | ----- |
| 747   | ↘742  | ↘723  | ↘712  | ↗1452 | ↘1402 | ↘1347 |
| 2017  | 2018  | 2019  | 2020  |       |       |       |
| ↘1313 | ↘1267 | ↘1218 | ↘1184 |       |       |       |

По переписи 2010 — 1633 человека (747 в Лихачёвском, 531 в Мартыновском и 355 в Ульянинском сельском поселении).

## Населенные пункты
В составе Лихачёвского сельского поселения насчитывается 67 населённых пунктов:
| №  | Населённый пункт  | Тип     | Население |
| -- | ----------------- | ------- | --------- |
| 1  | Бельково          | деревня | 12        |
| 2  | Болонино          | село    | ↘28       |
| 3  | Большая Погорелка | деревня | 32        |
| 4  | Братское          | деревня | ↘96       |
| 5  | Будилово          | деревня | 6         |
| 6  | Быковищи          | деревня | 6         |
| 7  | Васильки          | деревня | ↘76       |
| 8  | Горчаково         | деревня | 0         |
| 9  | Гущино            | деревня | 21        |
| 10 | Дедово            | деревня | 0         |
| 11 | Дмитровка         | деревня | 8         |
| 12 | Дроздеево         | село    | ↘0        |
| 13 | Дулово            | деревня | 1         |
| 14 | Жигариха          | деревня | 0         |
| 15 | Захариха          | деревня | 8         |
| 16 | Клабуки           | деревня | 1         |
| 17 | Кожанково         | деревня | 1         |
| 18 | Колпино           | деревня | 1         |
| 19 | Коровкино         | деревня | 44        |
| 20 | Костино           | деревня | 36        |
| 21 | Крапивкино        | деревня | 8         |
| 22 | Красново          | деревня | 24        |
| 23 | Круглиха          | деревня | 5         |
| 24 | Куднево           | деревня | 11        |
| 25 | Курниково         | деревня | 12        |
| 26 | Лесной Холм       | деревня | 0         |
| 27 | Лизиково          | деревня | 13        |
| 28 | Лихачёво          | деревня | ↘81       |
| 29 | Лохово            | деревня | 54        |
| 30 | Максимцы          | деревня | 9         |
| 31 | Мартыново         | село    | ↘69       |
| 32 | Михалево          | деревня | 29        |
| 33 | Михалиха          | деревня | 0         |
| 34 | Михеево           | деревня | 1         |
| 35 | Муравьево         | деревня | 8         |
| 36 | Никулино          | деревня | 1         |
| 37 | Новинка           | деревня | 0         |
| 38 | Новоселка         | деревня | 0         |
| 39 | Овинищи           | деревня | ↘100      |
| 40 | Огибалово         | деревня | 46        |
| 41 | Осташково         | деревня | 6         |
| 42 | Остолопово        | ж-д.рзд | 1         |
| 43 | Остров            | деревня | 7         |
| 44 | Ошуково           | деревня | 1         |
| 45 | Перха             | деревня | 1         |
| 46 | Петряево          | деревня | 15        |
| 47 | Поповка           | деревня | 6         |
| 48 | Поповское         | деревня | 1         |
| 49 | Потешкино         | деревня | 21        |
| 50 | Прокофьево        | деревня | 0         |
| 51 | Русиново          | деревня | 21        |
| 52 | Селилово          | деревня | 21        |
| 53 | Семеновское       | деревня | 10        |
| 54 | Симаново          | деревня | 1         |
| 55 | Стрелка           | деревня | 1         |
| 56 | Струбищи          | деревня | 26        |
| 57 | Суслово           | деревня | 16        |
| 58 | Сутоки            | деревня | 11        |
| 59 | Тучево            | деревня | 82        |
| 60 | Ульянино          | деревня | ↘164      |
| 61 | Хабоцкое          | село    | ↘288      |
| 62 | Хребтово          | деревня | 27        |
| 63 | Чернава           | деревня | 0         |
| 64 | Черницино         | деревня | 31        |
| 65 | Шаблыкино         | деревня | ↘1        |
| 66 | Шелгирогово       | деревня | 11        |
| 67 | Юрицево           | деревня | 1         |

### Бывшие населенные пункты
На территории поселения исчезли деревни Башарово, Голенищево, Кошкино, Хотилово, Шабунино и другие.

д. Брод включена в состав села Хабоцкое, д. Василёво присоединена к д. Братское.

## Экономика
Основные хозяйства: колхозы им. Кирова, «Авангард», «Восход», «Вперёд» «Новый Путь» и «Путь Ленина».

## Транспорт
По территории поселения — участок дороги Р84 «Тверь—Бежецк—Весьегонск—Устюжина», дорога проходит (с юга на север) через д. Семёновское — с. Хабоцкое — д. Струбищи — д. Лохово — рзд. Остолопово — д. Дмитровка — д. Овинищи — д. Михеево. От Хабоцкого — ответвление в западном направлении на Молоково — Сандово, проходит через д. Русиново. По территории несколько раз в сутки ходят автобусы по маршрутам Тверь — Весьегонск, Тверь — Молоково и Тверь — Сандово.
Кроме того, по территории поселения проходит железная дорога (участок Сонково — Овинище II) с единственным остановочным пунктом — разъездом Остолопово, которое находится недалеко от Лихачёво и на котором несколько раз в сутки останавливаются пассажирские поезда, идущие в северном направлении (на Весьегонск и Пестово через Овинище II) и в южном направлении (на Сонково для переформирования).

## Достопримечательности
На западной окраине села Хабоцкое сохранилась церковь Рождества Христова 1824 года с живописью, относящейся к академической школе XIX века. В настоящее время (2008) предпринимаются попытки восстановить церковь.

## Известные люди
В деревне Брод (ныне северная часть с.Хабоцкое) родился Герой Советского Союза Василий Розанов.

 В деревне Лохово родился Герой Советского Союза Виктор Орлов.

 В деревне Чернава родился Герой Советского Союза Николай Соколов.

 В деревне Лесной Холм родился Герой Советского Союза Иван Виноградов.

 В селе Мартыново родился Герой Советского Союза Николай Романов.